# Sulfinska kiselina
Sulfinske kiseline su oksokiseline sumpora sa strukturom RSO(OH). U ovim organosumpornim jedinjenjima, sumpor je piramidalan.  
Sulfinkse kiseline se obično pripremaju in situ acidifikacijom korespondirajućih sulfinatnih soli, koje su tipično robustnije od kiseline.  These salts are generated by reduction of sulfonyl chlorides. Alternativni pristup je reakcija Grinjarovih reagenasa sa sumpor dioksidom. Sulfinati prelaznih metala se isto tako formiraju umetanjem sumpor dioksida u metalne alkile. Te reakcije mogu da budu posredovane metal sumpor dioksidnim kompleksom.

## Primeri
Primer jednostavne, dobro izučene sumporne kiseline je fenilsulfinska kiselina. Komercijalno važna sulfinska kiselina je tioureja dioksid, koja se priprema oksidacijom tioureje sa vodonik peroksidom.
(NH2)2CS  +  2H2O2  →  (NH)(NH2)CSO2H  +  2H2O

Još jedna komercijalno važna sulfinska kiselina je hidroksimetil sulfinska kiselina, koja se obično koristi u obliku natrijumove soli (HOCH2SO2Na). Pod imenom Rongalit, ovaj anjon je koristan redukujući agens.

## Sulfinit
Konjugovana baza sulfinske kiseline je sulfinitni anjon. Enzim cisteinska dioksigenaza konvertuje cistein u korespondirajući sulfinit. Jedan produkat ove kataboličke reakcije je derivat sulfinske kiseline hipotaurin.

## Spoljašnje veze
- Sulfinic+Acids на 
- Diagram at ucalgary.ca
- Diagram at acdlabs.com